# La Internacional
La Internacional és l'himne del moviment obrer. La primera versió de la lletra va ser composta el 1871 per l'obrer francès Eugène Pottier. Va ser musicada el 1888 per Pierre Degeyter per al Dia Internacional dels Treballadors a Lilla.
A partir d'aquí va convertir-se en l'himne de partits i sindicats socialistes i comunistes. També va ser l'himne de la Unió Soviètica fins al 1941. També va ser l'himne de l'Associació Internacional de Treballadors i de la II i III Internacional.

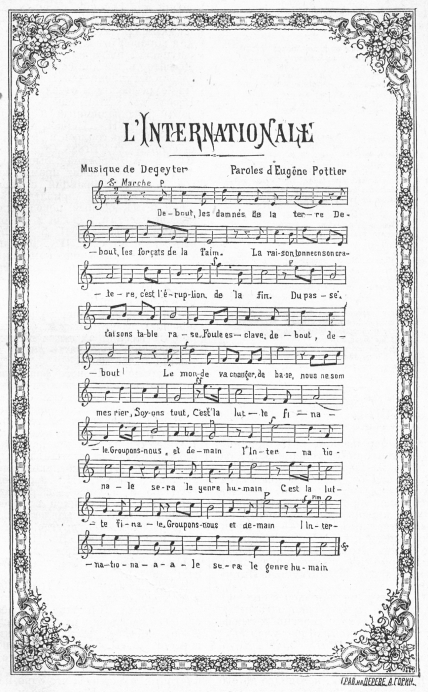
Primera publicació de la Internacional

Va ser traduïda al català per Maximilià Thous i Llorens presumiblement el 1937. El 1976 Maria Aurèlia Capmany en va fer una nova versió més moderada per al congrés constituent del PSC. Aquesta darrera versió és la més estesa actualment.
| Lletra de Maximilià Thous | Lletra de Maria Aurèlia Capmany |
| Amunt els pàries de la terra, amunt els qui pateixen fam, els proletaris cridem guerra, tot el món és de guerra un clam. Del passat no en deixarem cap rastre, estols d'esclaus tots amunt, tothom, el món canviarà de base, no hem estat res, ho serem tot. És la lluita darrera, unim-nos i demà la internacional serà el gènere humà. (bis) No esperes salvacions supremes de Déu, dels reis ni del tirà, obrer és la sang de tes venes que triomfant et salvarà. La força del tirà sotmesa ton puny deixarà quan voldràs; atiem la fornal encesa, el ferro és fill del nostre braç. És la lluita darrera, unim-nos i demà la internacional serà el gènere humà. (bis) Obrers, llauradors, la batalla ha començat i finirà, la terra és per qui la treballa, qui no treballe morirà. Si del cel de la nostra terra foragitem dels corbs l'estol, pau dolça seguirà a la guerra i sempre més brillarà el sol. És la lluita darrera, unim-nos i demà la internacional serà el gènere humà. (bis) | Amunt els damnats de la terra! Amunt els qui pateixen fam! La força pel dret és vençuda, s'acosta el bell temps de la pau. Del passat, destruïm misèries, esclaus, aixequeu vostres cors: la terra serà tota nostra, no hem estat res i ho serem tot! És la lluita darrera, agrupem-nos, germans! La Internacional serà la pàtria dels humans. (bis) No esperis salvacions supremes de déus, de reis ni de tirans. Obrer, és la sang de tes venes la que triomfant et salvarà. La força del tirà sotmesa tot puny deixarà quan voldràs. Atiem la fornal encesa, el ferro és fill del nostre braç. És la lluita darrera, agrupem-nos, germans! La Internacional serà la pàtria dels humans. (bis) Obrers, camperols, la batalla ha començat i finirà. La terra és de qui la treballa i el treball just triomfarà. Si del cel de la nostra terra foragitem dels corbs l'estol, pau ferma seguirà a la guerra i sempre més brillarà el sol. És la lluita darrera, agrupem-nos, germans! La Internacional serà la pàtria dels humans. (bis) |